# Hylarana persimilis
Espèce
Synonymes
- Rana persimilis Van Kampen, 1923

Statut de conservation UICN

 DD  : Données insuffisantes
"Hylarana" persimilis est une espèce d'amphibiens de la famille des Ranidae dont la position taxonomique est incertaine (incertae sedis).
Depuis la révision du genre Hylarana par Oliver, Prendini, Kraus et Raxworthy en 2015, cette espèce a été exclue de ce genre sans qu'il soit possible de la placée dans un autre de manière certaine.

## Répartition
Cette espèce est endémique de la province d'Aceh à Sumatra en Indonésie,.

## Publication originale
- Van Kampen, 1923 :  The amphibia of the Indo-Australian archipelago, p. 1-304 (texte intégral).